# Kanton Machecoul-Saint-Même
Kanton Machecoul-Saint-Même ( tot 2021 Kanton Machecoul ) is een kanton van het Franse departement Loire-Atlantique. Het kanton maakt deel uit van de arrondissementen Nantes en Saint-Nazaire.
Het decreet van 24 februari 2021 heeft de naam van het kanton aangepast aan de gewijzigde naam van zijn hoofdplaats.

## Gemeenten
Het kanton Machecoul omvatte tot 2014 de volgende gemeenten:
- La Marne
- Machecoul (hoofdplaats)
- Paulx
- Saint-Étienne-de-Mer-Morte
- Saint-Mars-de-Coutais
- Saint-Même-le-Tenu

Na de herindeling van de kantons bij decreet van 25 februari 2014,  met uitwerking op 22 maart 2015, omvatte het kanton 15 gemeenten.
Op 1 januari 2016 werden:
- de gemeenten Machecoul en Saint-Même-le-Tenu samengevoegd tot de fusiegemeente (commune nouvelle) Machecoul-Saint-Même,
- de gemeenten Arthon-en-Retz ( uit het kanton Pornic ) en Chéméré samengevoegd tot de fusiegemeente (commune nouvelle) Chaumes-en-Retz,
- de gemeenten Bourgneuf-en-Retz en Fresnay-en-Retz samengevoegd tot de fusiegemeente (commune nouvelle) Villeneuve-en-Retz.

Sindsdien omvat het kanton volgende gemeenten :
- Chaumes-en-Retz (deel : enkel Chéméré)
- Cheix-en-Retz
- Machecoul-Saint-Même
- La Marne
- Paulx
- Port-Saint-Père
- Rouans
- Saint-Étienne-de-Mer-Morte
- Saint-Hilaire-de-Chaléons
- Saint-Mars-de-Coutais
- Sainte-Pazanne
- Villeneuve-en-Retz
- Vue